# Walker Zimmerman
Walker Zimmerman (Lawrenceville, 1993. május 19. –) amerikai válogatott labdarúgó, a Nashville hátvéde és csapatkapitánya.

## Pályafutása

### Klubcsapatokban
Zimmerman a georgiai Lawrenceville városában született. Az ifjúsági pályafutását a GSA Phoenix akadémiájánál kezdte.
2013-ban mutatkozott be a Dallas első osztályban szereplő felnőtt csapatában. 2017-ben a Los Angeleshez igazolt. 2020. február 11-én szerződést kötött a Nashville együttesével. 2020. március 1-jén, az Atlanta United ellen hazai pályán 2–1-re elvesztett mérkőzésen debütált és egyben meg is szerezte első gólját a klub színeiben.

### A válogatottban
Zimmerman az U18-as, az U20-as és az U23-as korosztályú válogatottakban is képviselte Amerikát.
2017-ben debütált a felnőtt válogatottban. Először a 2017. február 3-ai, Jamaica ellen 1–0-ra megnyert mérkőzésen lépett pályára. Első válogatott gólját 2018. május 28-án, Bolívia ellen 3–0-ás győzelemmel zárult barátságos mérkőzésen szerezte meg.

## Statisztikák
2023. június 4. szerint
| Klub        | Szezon   | Osztály  | Bajnokság | Bajnokság | Kupa  | Kupa | Nemzetközi | Nemzetközi | Összesen | Összesen |
| Klub        | Szezon   | Osztály  | Meccs     | Gól       | Meccs | Gól  | Meccs      | Gól        | Meccs    | Gól      |
| ----------- | -------- | -------- | --------- | --------- | ----- | ---- | ---------- | ---------- | -------- | -------- |
| Dallas      | 2013     | MLS      | 7         | 2         | 0     | 0    | —          | —          | 7        | 2        |
| Dallas      | 2014     | MLS      | 12        | 0         | 0     | 0    | —          | —          | 12       | 0        |
| Dallas      | 2015     | MLS      | 22        | 1         | 0     | 0    | —          | —          | 22       | 1        |
| Dallas      | 2016     | MLS      | 32        | 4         | 4     | 0    | 5          | 0          | 41       | 4        |
| Dallas      | 2017     | MLS      | 22        | 1         | 1     | 0    | —          | —          | 23       | 1        |
| Dallas      | Összesen | Összesen | 95        | 8         | 5     | 0    | 5          | 0          | 105      | 8        |
| Los Angeles | 2018     | MLS      | 27        | 4         | 4     | 0    | —          | —          | 31       | 4        |
| Los Angeles | 2019     | MLS      | 27        | 1         | 1     | 0    | —          | —          | 28       | 1        |
| Los Angeles | Összesen | Összesen | 54        | 5         | 5     | 0    | 0          | 0          | 59       | 5        |
| Nashville   | 2020     | MLS      | 25        | 3         | 0     | 0    | —          | —          | 25       | 3        |
| Nashville   | 2021     | MLS      | 27        | 3         | 0     | 0    | —          | —          | 27       | 3        |
| Nashville   | 2022     | MLS      | 31        | 4         | 3     | 0    | —          | —          | 34       | 4        |
| Nashville   | 2023     | MLS      | 12        | 1         | 0     | 0    | —          | —          | 12       | 1        |
| Nashville   | Összesen | Összesen | 95        | 11        | 3     | 0    | 0          | 0          | 98       | 11       |
| Összesen    | Összesen | Összesen | 246       | 24        | 13    | 0    | 5          | 0          | 264      | 24       |

### A válogatottban
| Válogatott       | Év       | Pályára lépés | Gól |
| ---------------- | -------- | ------------- | --- |
| Egyesült Államok | 2017     | 1             | 0   |
| Egyesült Államok | 2018     | 3             | 1   |
| Egyesült Államok | 2019     | 7             | 1   |
| Egyesült Államok | 2020     | 2             | 0   |
| Egyesült Államok | 2021     | 10            | 0   |
| Egyesült Államok | 2022     | 14            | 1   |
| Egyesült Államok | 2023     | 5             | 0   |
| Egyesült Államok | 2025     | 2             | 0   |
| Összesen         | Összesen | 44            | 3   |

#### Góljai a válogatottban
| # | Időpont          | Helyszín                                                 | Ellenfél | Gólok | Eredmény | Kiírás               |
| - | ---------------- | -------------------------------------------------------- | -------- | ----- | -------- | -------------------- |
| 1 | 2018. május 28.  | Talen Energy Stadion, Chester, Amerikai Egyesült Államok | Bolívia  | 1–0   | 3–0      | Barátságos mérkőzés  |
| 2 | 2019. január 27. | State Farm Stadion, Glendale, Amerikai Egyesült Államok  | Panama   | 2–0   | 3–0      | Barátságos mérkőzés  |
| 3 | 2022. február 2. | Allianz Field, St. Paul, Amerikai Egyesült Államok       | Honduras | 2–0   | 3–0      | 2022-es VB-selejtező |

## Sikerei, díjai
Dallas
- US Open Cup
  - Győztes (1): 2016

- MLS
  - Alapszakasz győztes (1): 2016

Los Angeles
- MLS
  - Alapszakasz győztes (1): 2019

Nashville
- Leagues Cup
  - Ezüstérmes (1): 2023

Amerikai válogatott
- CONCACAF-aranykupa
  - Győztes (1): 2021
  - Ezüstérmes (1): 2019

- CONCACAF Nemzetek ligája
  - Győztes (3): 2019–20, 2022–23, 2023–24

Egyéni
- MLS All-Stars: 2019, 2021, 2022, 2023
- MLS – Az Év Védője: 2020, 2021